# مائیزا ماتارازو
مائیزا ماتارازو (پرتغالی: Maysa Matarazzo؛ ۴ ژوئن ۱۹۳۶ – ۲۲ ژانویهٔ ۱۹۷۷) بازیگر، خواننده و آهنگساز اهل برزیل بود. وی بین سال‌های ۱۹۵۶ تا ۱۹۷۷ میلادی فعالیت می‌کرد.
او در مجموع ۳۵ آلبوم موسیقی (۱۷ آلبوم استودیویی و ۱۸ آلبوم گلچین) به بازار عرضه کرد.